# 시장 포화
경제학에서 시장 포화(market saturation)는 한 상품이 시장 내에서 확산(분배)됐음을 가리킨다. 포화의 정도는 소비자의 구매력, 경쟁, 가격, 기술 등 요인들에 따라 결정된다.

## 같이 보기
- 케인스 경제학
- 과점
- 계획적 구식화